# Mary Girl
Mary Girl er en britisk stumfilm fra 1917 af Maurice Elvey.

## Medvirkende
- Norman McKinnel som Ezra.
- Jessie Winter som Mary.
- Margaret Bannerman som Grevinne Folkington.
- Edward O'Neill som George Latimer.
- Marsh Allen.